# Gunborg Ramstad-Almqvist
Gunborg Anna Viktoria Ramstad-Almqvist, ogift Ramstad, född 27 maj 1903 i Björnlunda församling, Södermanlands län, död 30 juni 1972 i Kristianstads Heliga Trefaldighets församling, var en svensk tecknare och målare som använde signaturen Gua.
Gunborg Ramstad-Almqvist växte upp i Södertälje, Stockholm och Solna. Hon var dotter till norrmannen, distriktschefen Johan Arnt Ramstad (1866–1918) och Gurli Maria Viktoria, ogift Fagerström (1874–1942).
Hon var elev vid Tekniska skolan i Stockholm 1918–1919 och bedrev 1939 fria studier hos djurtämjaren Carl Hagenbeck i Hamburg. Hon målade i olja, akvarell och pastell. Hennes verk som ofta rörde sig om hundbilder har bland annat visats vid Kennelklubbens jubileumsutställning 1939. På Rålambshof i Stockholm ställde hon 1942 ut med gruppen "Vi tusch".
Hon var 1937–1955 gift med konstnären Bertil Almqvist (1902–1972).